# Javakejsarduva
Mörkryggad kejsarduva (Ducula lacernulata) är en fågel i familjen duvor inom ordningen duvfåglar.

## Utseende och läte
Javakejsarduvan är en stor gråbrun duva med mörbrunt på vingar och rygg. Huvudfärgen varierar geografiskt, med silvergrått på västra delen av Java, skärbeige på östra delen och ett mellanting med skäraktigt ansikte och grå hjässa annorstädes. Lätet består av djupa hoande ljud som i engelsk litteratur återges som "whuup, whuup".

## Utbredning och systematik
Javakejsarduva delas in i tre distinkta underarter med följande utbredning:
- D. l. lacernulata – bergsskogar på västra och centrala Java
- D. l. williami – bergsskogar på östra Java och Bali
- D. l. sasakensis – på västra Små Sundaöarna (Lombok, Sumbawa och Flores)

## Levnadssätt
Javakejsarduvan är en vida spridd men endast lokalt vanlig fågel i bergsskogar. Där håller den sig gömd i trädtaket, ofta i småflockar och särskilt vid fruktbärande träd.

## Status och hot
Arten har ett stort utbredningsområde, men tros minska i antal, dock inte tillräckligt kraftigt för att den ska betraktas som hotad. Internationella naturvårdsunionen IUCN listar arten som nära hotad (LC).